# Live at Montreux 1996
Albums de Deep Purple
Live in Europe 1993
(2006) Live in Montreux 1969
(2006)
Live at Montreux 1996 est un album de Deep Purple sorti en 2006.
Comme son titre l'indique, il retrace le concert donné par le groupe au festival de jazz de Montreux, en Suisse, le 9 juillet 1996. Il inclut également deux titres supplémentaires enregistrés lors d'un second passage du groupe au même festival, le 22 juillet 2000.
Un DVD des deux concerts est également paru la même année.

## Titres du CD
Toutes les chansons sont de Ritchie Blackmore, Ian Gillan, Roger Glover, Jon Lord et Ian Paice, sauf mention contraire.
1. Fireball - 3:50
2. Ted the Mechanic (Gillan, Glover, Lord, Morse, Paice) - 4:27
3. Pictures of Home - 5:41
4. Black Night - 6:43
5. Woman from Tokyo - 5:21
6. No One Came - 5:06
7. When a Blind Man Cries - 7:29
8. Hey Cisco (Gillan, Glover, Lord, Morse, Paice) - 5:47
9. Speed King - 5:10
10. Smoke on the Water - 8:15
  - Titres bonus :
11. Sometimes I Feel Like Screaming (Gillan, Glover, Lord, Morse, Paice) – 6:46
12. Fools – 9:41

## Titres du DVD
Albums de Deep Purple
Live in California 74
(2005) They All Came Down to Montreux
(2007)

### Montreux, juillet 1996
1. Fireball
2. Ted the Mechanic
3. Pictures of Home
4. Black Night
5. Cascades: I'm Not Your Lover
6. Woman from Tokyo
7. No One Came
8. When a Blind Man Cries
9. Hey Cisco
10. Speed King
11. Smoke on the Water

### Montreux, juillet 2000
1. '69
2. Perfect Strangers
3. When a Blind Man Cries
4. Lazy
5. Highway Star

## Musiciens
- Ian Gillan : chant
- Roger Glover : basse
- Jon Lord : claviers
- Steve Morse : guitare
- Ian Paice : batterie